# Nussecke

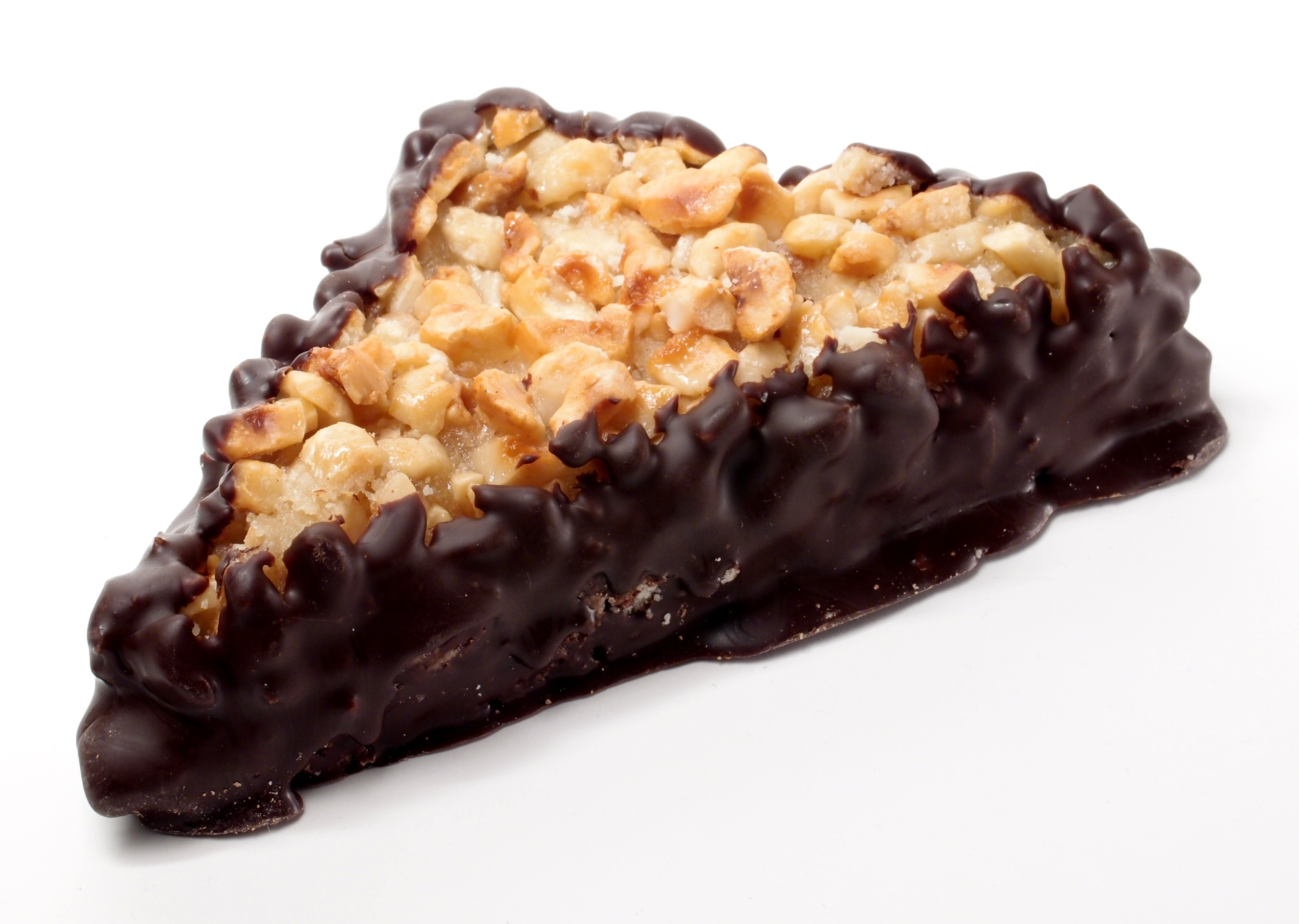
Nussecke.

El Nussecke es un pastel que consiste en una base de pasta brisa untada con una capa de nueces picadas, azúcar, manteca y opcionalmente crema de leche. A menudo se añade alguna mermelada (por ejemplo de albaricoque).
Se hornea en tiras unos 15 minutos a unos 180 °C  y se corta después en triángulos o rectángulos. Estas piezas se mojan entonces en chocolate o chocolate de cobertura.
El Nussecke no es una especialidad de una región definida, se encuentra comúnmente en la mayoría de las panaderías y pastelerías.
Guildo Horn ha contribuido a su fama afirmando que los Nussecken son su dulce favorito.